# Österreichischer Bauherrenpreis 1994
Mit dem Österreichischen Bauherrenpreis der Zentralvereinigung der Architekten Österreichs wurden im Jahr 1994 die folgenden Projekte ausgezeichnet:
| Realisierung                                                                                               | Bauherr | Planer                 |
| --- | --- | ---------------------- |
| Laborhalle des Instituts für Geomechanik, Tunnelbau und konstruktiven Tiefbau der Montanuniversität Leoben | Bundesministerium für wirtschaftliche Angelegenheiten, Fachabteilung IVa des Amtes der Steiermärkischen Landesregierung, HR Dreibholz | B. Hafner              |
| Bürogebäude in Jenbach                                                                                     | Jenbacher Transportsysteme AG mit Gen.-Dir. Frömmer                                                                                   | Josef Lackner          |
| Merkur-Markt in Deutsch-Wagram                                                                             | Merkur Warenhandels AG mit Generaldirektor Veit Schalle                                                                               | The Office             |
| Keltenmuseum Hallein                                                                                       | Stadtgemeinde Hallein mit Bürgermeister F. Kurz und Baudirektor D. Kurz                                                               | Heinz Tesar            |
| Umbau Schloss Trautenfels                                                                                  | Verein ›Schloß Trautenfels‹ mit Obrt. Glawischnigg, Bezirksbauleitung Hänsel, Land Steiermark mit LH Krainer                          | Manfred Wolff-Plottegg |